# Kurvenflug

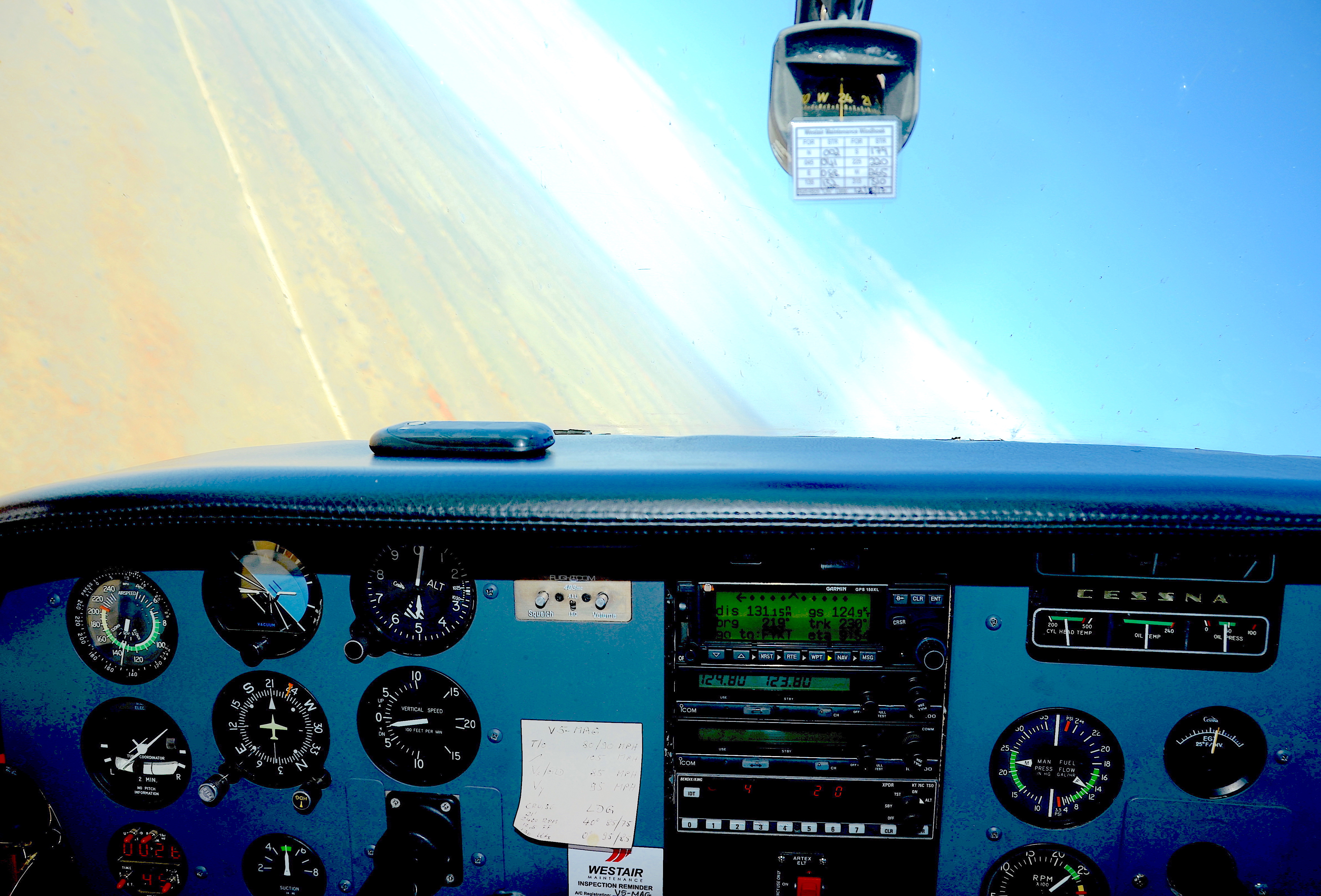
Sicht aus dem Cockpit einer Cessna 206 im Kurvenflug mit einer 40-Grad Querneigung. Der künstliche Horizont ist exakt parallel zum Horizont der Erde ausgerichtet. Die Flugzeuginsassen spüren ein Lastvielfach von 1,3

Als Kurvenflug werden alle Flugmanöver bezeichnet, bei denen der Pilot eines Flugzeugs eine kontrollierte Richtungsänderung vornimmt.

## Korrekte Koordination
Für einen aerodynamisch korrekten Kurvenflug muss das Fluggerät jene Schräglage einnehmen, bei der die Fliehkraft dem Seitwärtsgleiten durch die Querneigung genau entgegenwirkt (siehe Scheinlot).
Zur Kontrolle einer korrekten Koordination des Kurvenflugs steht in vielen Flugzeugen ein Wendezeiger zur Verfügung, der zur Mindestausrüstung beim Instrumentenflug zählt. Im Linienflug gelten 30° als maximale Schräglage.

## Steuerung
Der Kurvenflug wird durch gleichzeitiges Betätigen von Querruder und Seitenruder eingeleitet. Mit dem Seitenruder wird das negative Wendemoment, das durch die Betätigung der Querruder hervorgerufen wird, ausgeglichen. Bei Steuerung mit Autopilot wird nur die gewünschte Richtungsänderung (bzw. der Steuerkurs) eingegeben und vom Gerät die Drehrate (maximal 3° pro Sekunde) mit der passenden Querneigung gesteuert. Der Autopilot ist zu diesem Zweck mit Horizont-Sensoren gekoppelt.

## Geschichte

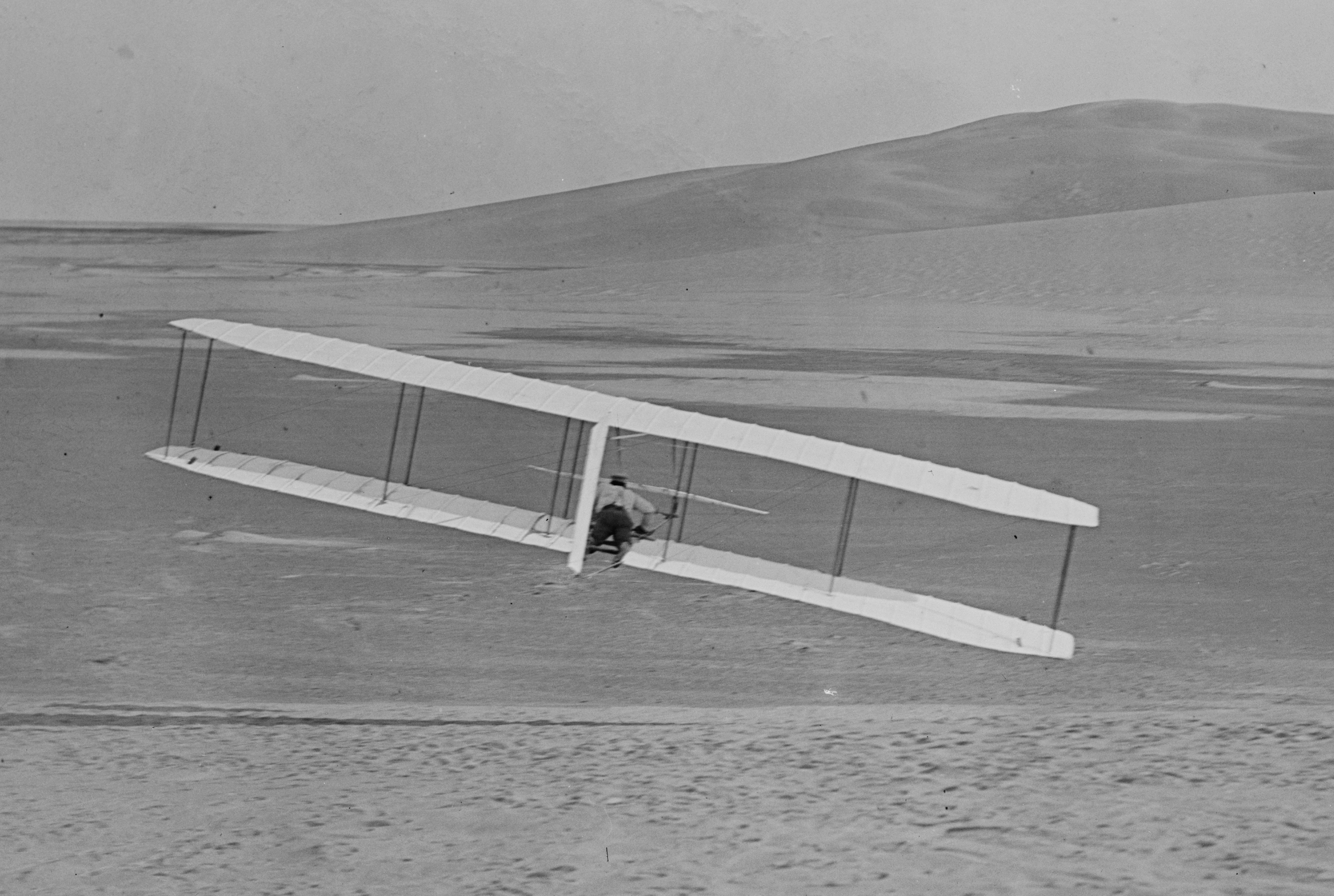
Beim Flug des 1902 Gliders in Rechtslage ist an der Seitenruderstellung nach links zu erkennen, dass eine koordinierte Linkskurve mit Flügelverwindung und Seitenruder eingeleitet wurde (24. Oktober 1902)

Die Notwendigkeit, den Kurvenflug neben der Einleitung einer Schräglage mit Querrudern oder Flügelverwindung zusätzlich mit dem Seitenruder zu unterstützen, entdeckten die Brüder Wright bei Gleitflügen mit ihrem Doppeldecker-Gleiter 1902. Der Kurvenflug nur mittels Flügelverwindung gelang nicht. Erst das Anbringen eines beweglichen Seitenruders und die Synchronisation seiner Ausschläge mit der Flügelverwindung gestattete es, das negative Moment aufzuheben und dadurch nach Belieben zu manövrieren.

## Physik

### Kurvenradius

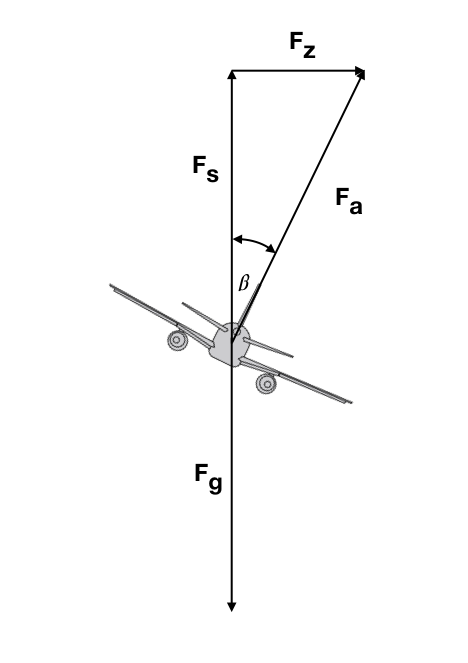
Kräftediagramm eines Flugzeuges im Kurvenflug

Um ein Flugzeug eine Kurve mit dem Radius {\displaystyle r} fliegen zu lassen, muss das Flugzeug in Richtung Kurvenzentrum mit der Beschleunigung {\displaystyle b=v^{2}/r} zentripetal beschleunigt werden. Um diese Beschleunigung zu erreichen, muss auf das Flugzeug der Masse {\displaystyle m} eine zentripetale Kraft {\displaystyle F_{z}=mv^{2}/r} wirken. Diese Kraft wird mit dem Auftrieb der Flügel geschaffen, indem das Flugzeug in Richtung Kurvenzentrum gekippt wird. Der Auftrieb {\displaystyle F_{a}} der Flügel wird beim Neigen des Flugzeuges vektoriell in eine senkrechte und in eine zentripetale (horizontale) Komponente geteilt. Die senkrechte, nach oben wirkende Komponente {\displaystyle F_{s}} ist dem Gewicht des Flugzeuges entgegengerichtet und hat denselben Betrag wie das Gewicht: {\displaystyle F_{s}=F_{g}}. Mit dem Flugzeug-Neigungswinkel {\displaystyle \beta } (englisch bank-angle genannt) wird die zentripetale Kraft betragsmäßig
{\displaystyle F_{z}=F_{g,s}\tan(\beta )}
und somit ist
{\displaystyle {\frac {mv^{2}}{r}}=m\cdot g\tan(\beta )}
Hier stellt {\displaystyle g=9{,}81\,\mathrm {m/s} ^{2}} die Erdbeschleunigung dar. Der Kurvenradius, den ein Flugzeug mit der Geschwindigkeit {\displaystyle v} und einem Neigungswinkel {\displaystyle \beta } fliegt ist:
{\displaystyle r={\frac {v^{2}}{g\tan(\beta )}}}
Der Kurvenradius nimmt bei einem bestimmten Neigungswinkel {\displaystyle \beta } im Quadrat mit der Geschwindigkeit zu und er ist unabhängig von der Größe des betrachteten Flugzeuges (oder Vogels).

#### Beispiele
Eine Beechcraft Bonanza A36 fliegt im Reiseflug mit einer Geschwindigkeit von 160 kt (296 km/h). Bei einer Neigung von {\displaystyle \beta =30^{\circ }} ist der Radius der geflogenen Kurve 1194 Meter.
Eine Linienflugzeug fliegt im Reiseflug mit einer Geschwindigkeit von zum Beispiel 450 kt (833 km/h). Bei einer Neigung von {\displaystyle \beta =30^{\circ }} ist der Radius der geflogenen Kurve 9453 Meter.

### Standardkurve
Man spricht von einer Standardkurve, wenn ein Flugzeug einen Kreis von 360° in zwei Minuten fliegt. Die im Kreis geflogene Distanz ist {\displaystyle D=2\pi r}. Um diesen Kreis in zwei Minuten {\displaystyle (T_{0}=120\,\mathrm {s} )} abzufliegen, muss das Flugzeug eine Querneigung von
{\displaystyle \beta _{\text{2Min}}=\arctan \left({\frac {2\pi v}{gT_{0}}}\right)}
haben. Für 'kleine' Geschwindigkeiten {\displaystyle (v<200\,\mathrm {kt} )} ist
{\displaystyle \beta _{\text{2Min}}(^{\circ })=0{,}15\cdot v(\mathrm {kt} )}
eine gute Näherung.
Eine Beechcraft Bonanza A36, die im Reiseflug eine Geschwindigkeit von 160 kt (296 km/h) hat, fliegt eine Standardkurve bei einer Querneigung von {\displaystyle \beta =23{,}7^{\circ }}.

### g-Faktor

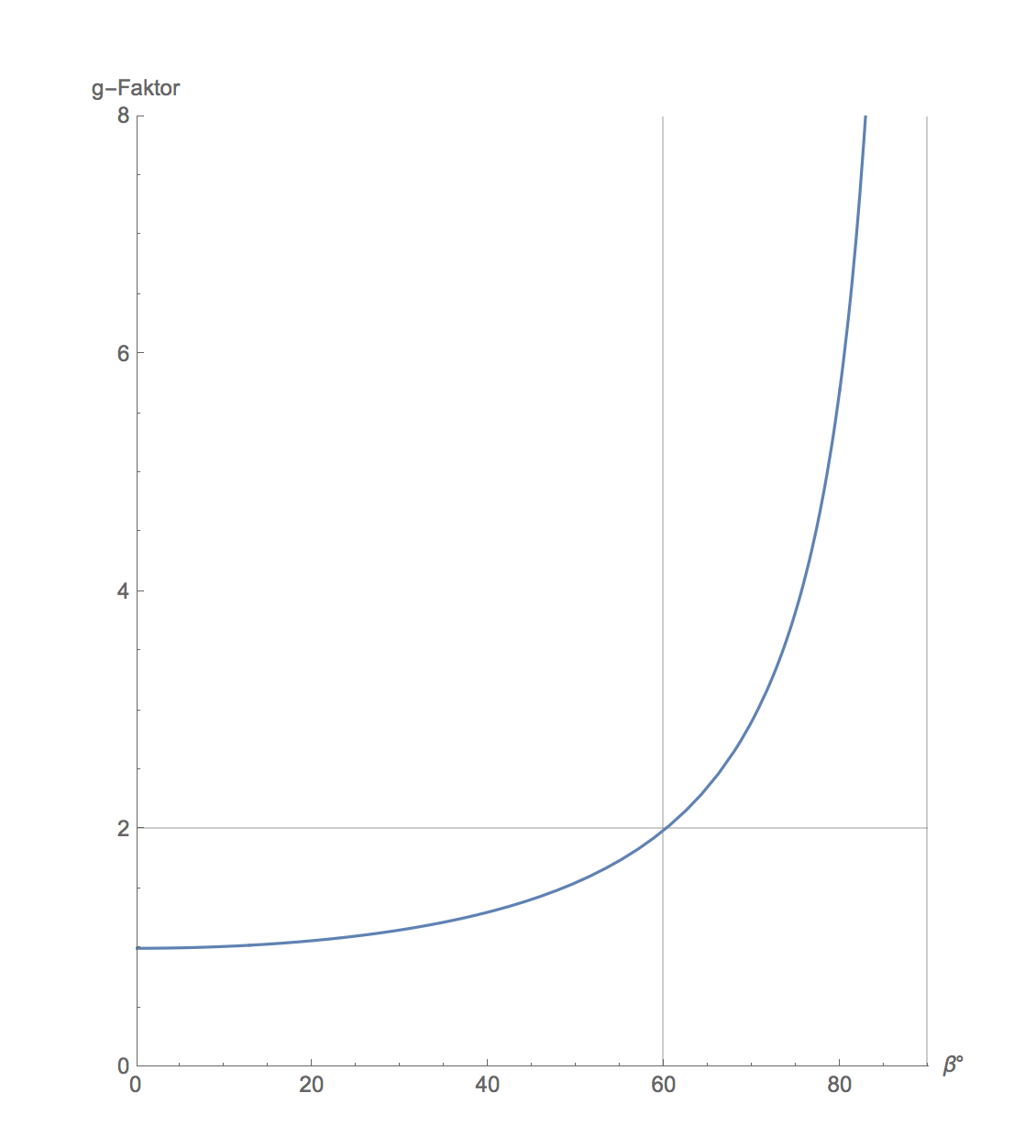
g-Faktor als Funktion der Querneigung

Der in einer Kurve auf das Flugzeug und die Insassen wirkende g-Faktor, auch Lastvielfaches genannt, ist das Verhältnis des in der Kurve benötigen Auftriebes ({\displaystyle F_{a}}) zum Auftrieb {\displaystyle F_{g,s}} im Horizontalflug.
{\displaystyle g_{\text{Faktor}}={\frac {F_{a}}{F_{g,s}}}={\frac {1}{\cos(\beta )}}}
Der g-Faktor ist für Querneigungen bis zu 30° sehr gering und als Passagier kaum spürbar. Für Querneigungen über 30° steigt der g-Faktor steil an. Für jedes fliegende Objekt, sei es ein Flugzeug oder ein Vogel, ist das Lastvielfache unabhängig von Masse und unabhängig von der Geschwindigkeit bei einer Querneigung von 60° immer 2.
{\displaystyle g_{{\text{Faktor}},(\beta =60^{\circ })}=2}
Beispiel: Eine Beechcraft Bonanza A36 darf bei eingefahrenen Landeklappen und bei Höchstabfluggewicht mit einem g-Faktor von höchstens 4.4 belastet werden. Dieses Lastvielfach wird bei einer Querneigung von 77° erreicht.

### Wirkung der Kräfte auf Piloten und Passagiere

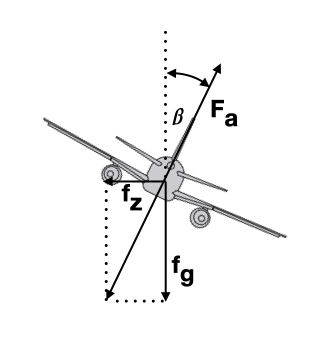
Die Resultierende aus Zentrifugalkraft und Gewicht drückt die Passagiere und Piloten in jeder beliebigen Schräglage des Flugzeuges senkrecht in den Sitz

Im Kurvenflug ist ein Flugzeug ein beschleunigtes System. Innerhalb dieses Systems wirken auf die Piloten und Passagiere die Gravitation {\displaystyle f_{g}=Mg} und die (horizontale) Zentrifugalkraft {\displaystyle f_{z}=Mv^{2}/r}, wobei hier {\displaystyle M} die Masse des betrachteten Passagieres oder Piloten ist. Die zwei Kräfte addieren sich vektoriell in eine Resultierende, deren Richtung dem Auftrieb {\displaystyle F_{a}} entgegengesetzt ist und den Flugzeuginsassen, unabhängig von der Querneigung {\displaystyle \beta } des Flugzeuges, immer, mit dem um das Lastvielfache vergrößerten Gewicht, senkrecht in den Sitz drückt. Im Gegensatz zu Autofahrten werden Piloten und Passagiere selbst in sehr steilen Kurven nie vom Sitz seitlich weggedrückt solange diese koordiniert geflogen wird. Also nicht geschoben oder geschmiert wird.